# Arnia Dadant-Blatt

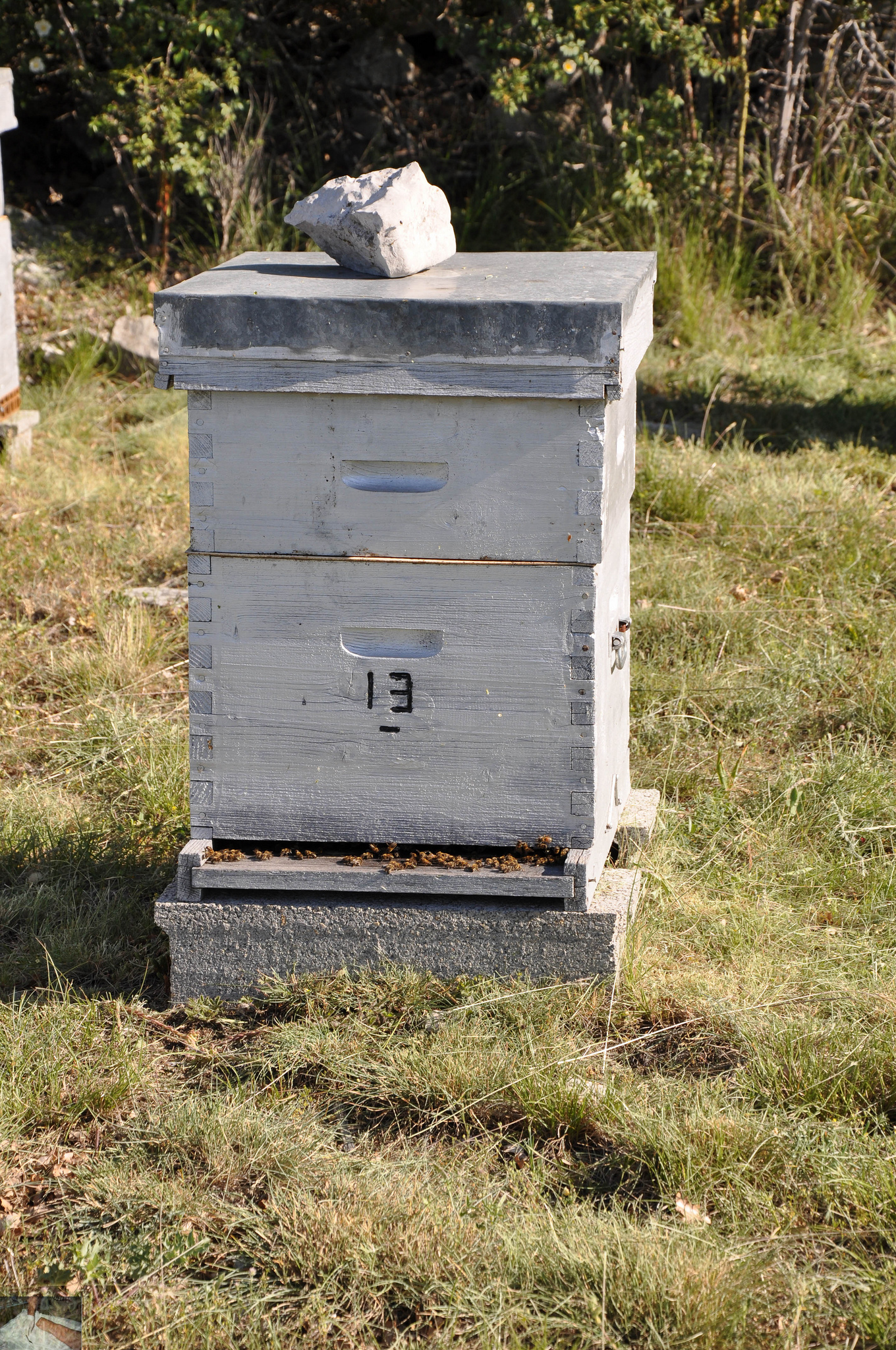
Arnia Dadant-Blatt

L'arnia Dadant-Blatt è una tipologia di arnia razionale tra le più utilizzate dagli apicultori moderni italiani per l'allevamento delle api e per la produzione del miele.
In questo tipo di arnia possono vivere fino a 50 000 api con regina.

## Descrizione
L'arnia Dadant-Blatt è costituita da un tetto, un coprifavo, un melario, un nido e un fondo. Il nido ha dieci telaini, mentre il melario nove. Nelle realizzazione dell'arnia si considera che tali insetti tendono a realizzare ponti in cera per spazi maggiori a 9 mm e a propolizzare spazi minori a 7 mm.